# Wehrliola fasciata
Wehrliola fasciata là một loài bướm đêm trong họ Geometridae.